# ヤドヴィガ・ヤギェロンカ (1513-1573)
ヤドヴィガ・ヤギェロンカ（波：Jadwiga Jagiellonka, 1513年3月15日 - 1573年2月7日）は、ブランデンブルク選帝侯ヨアヒム2世ヘクトルの2番目の妻。ドイツ語名はヘートヴィヒ・フォン・ポーレン（Hedwig von Polen）。

## 生涯
ポーランド王ジグムント1世とその最初の妃でハンガリー貴族出身のバルバラ・ザーポリャの間の長女として生まれた。母方の伯父にハンガリーの対立王サポヤイ・ヤーノシュがいる。ヤドヴィガは1526年、スウェーデン王グスタフ1世の再婚相手になるよう打診されたが、グスタフ1世が国家宗教をカトリックからプロテスタントに変更したことを聞いた父ジグムント1世は、娘を嫁がせるのを拒んだ。ただし、異母妹カタジナはグスタフ1世の息子ヨハン3世に嫁いでスウェーデン王妃となった。
ヤドヴィガは1535年の夏、ブランデンブルク選帝侯ヨアヒム2世ヘクトルと結婚した。結婚に際し、ヨアヒム2世はヤドヴィガの父ジグムント1世に対してヤドヴィガをプロテスタントに改宗させないことを誓い、またヤドヴィガにルピーン伯領とアルトルピーンおよびノイルピーンの2都市を与えた。ヨアヒム2世の先妻マグダレーネ・フォン・ザクセンは、ヤドヴィガの従姉だった。
1555年に狩猟用城館の床が崩れて背中に大怪我を負って以後、ヤドヴィガは残りの人生を身体障害者として過ごした。もともとヤドヴィガと夫ヨアヒム2世の夫婦仲は信仰する宗派の違いや言葉の壁（ヤドヴィガはドイツ語を話せなかった）のために上手くいっていなかったが、この事故を機に結婚生活は崩壊した。事故の後、ヨアヒム2世は愛妾のアンナ・ジドー（Anna Sydow）を事実上の妻として扱うようになった。
ヤドヴィガは1573年にノイルピーンで死んだ。

## 子女
夫ヨアヒム2世との間に5人の子女をもうけた。
- エリーザベト・マグダレーネ（1537年 - 1595年） - 1559年、ブラウンシュヴァイク＝リューネブルク公フランツ・オットーと結婚
- ジギスムント（1538年 - 1566年） - マクデブルク大司教、ハルバーシュタット司教
- ヘートヴィヒ（1542年 - 1602年） - 1560年、ブラウンシュヴァイク＝ヴォルフェンビュッテル公ユリウスと結婚
- ゾフィア（1541年 - 1564年） - 1561年、ボヘミアの大貴族ヴィレーム・ロジュンベルクと結婚
- ヨアヒム（1543年 - 1544年）